# ميتش كلارك (لاعب دوري الرغبي)
ميتش كلارك (بالإنجليزية: Mitch Clark)‏ هو لاعب دوري الرغبي نيوزيلندي، ولد في 30 مارس 1993 في Pontefract ‏ في المملكة المتحدة.